# Richard Davis
Richard Davis (Chicago, 15 april 1930 – Madison (Wisconsin), 6 september 2023) was een Amerikaanse jazzcontrabassist.

## Biografie
Davis leerde tijdens de jaren 1940 en 1950 privé contrabas spelen en studeerde aan het VanderCook College of Music van zijn geboortestad. Hij werkte in verschillende orkesten van Chicago. Begin jaren 1950 trad hij op met Ahmad Jamal, Sun Ra, Charlie Ventura en Don Shirley. In 1954 verhuisde hij naar New York, waar hij meerdere jaren Sarah Vaughan en Kenny Burrell begeleidde. Tijdens de jaren 1960 werkte hij versterkt met klassieke symfonieorkesten onder leiding van George Szell, Leopold Stokowski, Igor Strawinsky, Pierre Boulez, Gunther Schuller en Leonard Bernstein. Zijn jazzpartners in deze periode waren Eric Dolphy, Booker Ervin, Andrew Hill (Point of Departure), Ben Webster, Stan Getz, Earl Hines, Jaki Byard, Alan Dawson en Rahsaan Roland Kirk. Ook werkte hij mee op het door jazz beïnvloede album Astral Weeks van Van Morrison.
Met Michael Fleming, Lisle Atkinson, Milton Hinton, Ron Carter en Sam Jones behoorde hij sinds 1968 tot het New York Bass Violin Choir van Bill Lee. Tussen 1966 en 1972 was hij lid van het Thad Jones/Mel Lewis Orchestra. Sinds 1977 onderwijst hij aan de University of Wisconsin-Madison. Daarnaast trad hij op tijdens talrijke internationale festivals. Tot zijn leerlingen behoren David Ephross, William Parker en Hans Sturm. Met de New York Unit van Tatsuya Nakamura begeleidde hij vanaf 1990 solisten als George Adams tijdens jaarlijkse tournees in Japan. In 1993 formeerde hij de Richard Davis Foundation for Young Bassists, die zich bezighoudt met de begunstiging van jonge contrabassisten.
Davis bracht een dozijn albums uit als orkestleider en werkte mee aan meer dan tweeduizend opnamen als sideman. De drummer Eric McPherson was zijn neef.
Davis kampte de afgelopen jaren met een afnemende gezondheid. Hij stierf in een hospice op 93-jarige leeftijd.

## Onderscheidingen
Tussen 1967 en 1974 werd Davis in de criticuspoll van DownBeat genoemd als beste contrabassist. Verder kreeg hij twee eredoctoraten en de Hilldale-prijs van de University of Wisconsin–Madison en de kunstprijs van de gouverneur van Wisconsin in 2001. In 2014 kreeg hij met de NEA Jazz Masters Fellowship de hoogste Amerikaanse onderscheiding als jazzmuzikant.

## Discografie
- 1964: Eric Dolphy: Out to Lunch! (Blue Note Records); Musical Prophet: The Expanded 1963 New York Studio Sessions (2018, Resonance Records)
- 1965: Roland Kirk: Rip, Rig and Panic
- 1966: Miles Davis: Live at the Oriental Theatre 1966 (Sunburn, ed. 2014)
- 1967: Elvin Jones & Richard Davis: Heavy Sounds (Impulse! Records)
- 1971: The Philosophy of the Spiritual (Cobblestone Records), met Chick Corea, Sam Brown, Bill Lee, Sonny Brown, Frankie Dunlop
- 1972: Now's the Time met Joe Bonner, Freddie Waits, Clifford Jordan, Hannibal Marvin Peterson
- 1975-80: Forest Flowers (32 Jazz) met Stanley Cowell, Ted Dunbar, Billy Hart, James Spaulding, Eddie Henderson, Billy Cobham, Chick Corea, Frankie Dunlop
- 1987: Persia My Dear (DIW) met Freddie Waits, Sir Roland Hanna
- 1990: Live at Sweet Basil (Evidence Records) met George Cables, Ricky Ford, Cecil Bridgewater, Ronnie Burrage, Roland Hanna
- 2001: The Bassist: Homage to Diversity (Palmetto Records) met John Hicks

- Bibsys: 6066540
- Bibliothèque nationale de France: cb13893033h (data)
- Catàleg d'autoritats de noms i títols de Catalunya: 981058519919706706
- CiNii: DA16704647
- Gemeinsame Normdatei: 134355792
- International Standard Name Identifier: 0000 0000 7956 4079
- Library of Congress Control Number: n81015291
- MusicBrainz: b59843a1-bb97-45f0-84b9-ff9017878cdd
- Nationale Bibliotheek van Israël: 987007349829605171
- Nederlandse Thesaurus van Auteursnamen: 070986916
- Istituto Centrale per il Catalogo Unico: MILV323733
- SNAC: w66d6dj7
- Système universitaire de documentation: 159839491
- Virtual International Authority File: 120739764
- WorldCat: E39PBJg4rh676p8HdDk68KWJjC